# Bahrain Petroleum Company
Bahrain Petroleum Company (BAPCO, Compañía de Petróleo de Baréin) es una compañía integrada nacional de petróleo de Baréin.

## Historia
BAPCO fue fundada en 1929 en Canadá por la Standard Oil Company of California para las actividades de exploración de petróleo en Baréin. Tomó el control sobre los activos en Baréin de la compañía Gulf Oil. En 1930 obtuvo la única concesión petrolera en Baréin. El 31 de mayo de 1932, la compañía descubrió el campo petrolífero Awali. En 1936 la Standard Oil Company of California firmó un acuerdo con Texaco, quien adquirió la mitad de las acciones de BAPCO.
En 1975 más del 60% de las acciones de BAPCO fueron adquiridas por el Gobierno de Baréin. En 1980, el Gobierno de Baréin tomó el control sobre todas las acciones. En 1999 la actual Bahrain Petroleum Company fue creado cuando la Bahrain National Oil Company (Compañía Nacional de Petróleo de Baréin), fundada en 1976, se fusionó con BAPCO.

## Operaciones
BAPCO es una compañía integrada de petróleo operando en los campos de exploración, explotación, producción, refino y comercialización. Opera la refinería de petróleo de Sitra.